# Kerek bábrésű legyek

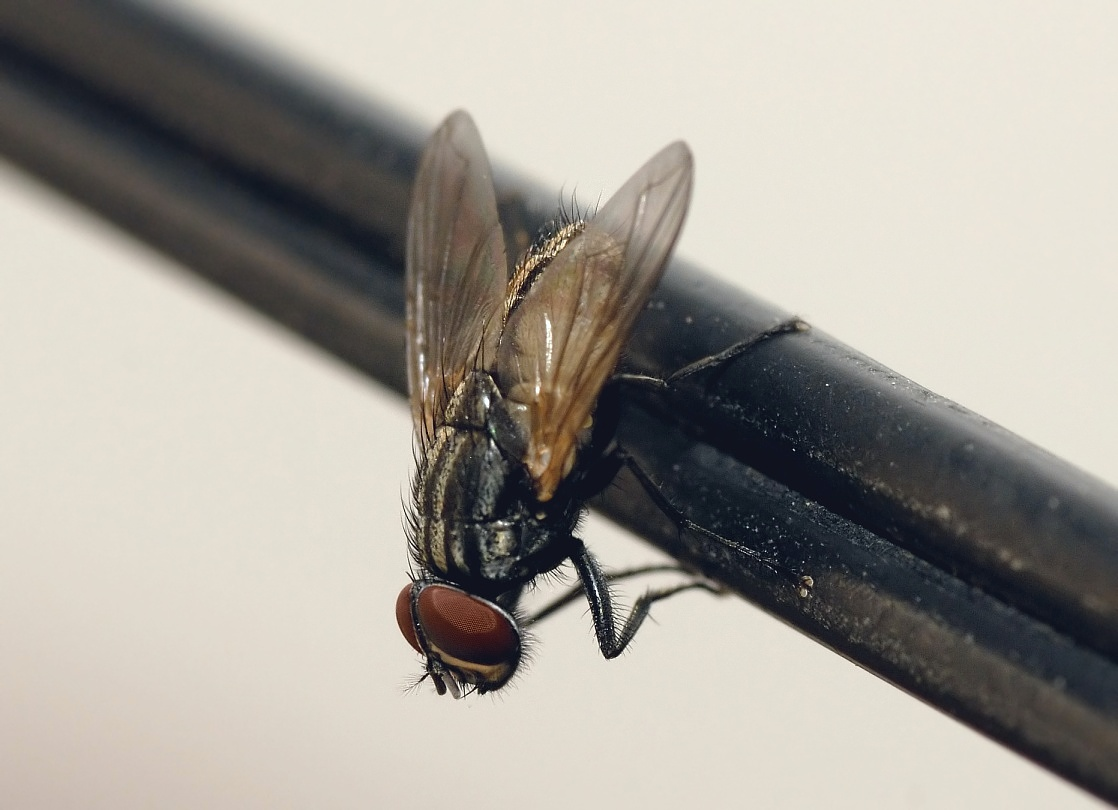
A legismertebb, Cyclorrapha csoportba tartozó légyfaj, a házilégy (Musca domestica).

A kerek bábrésű vagy felsőrendű legyek (Cyclorrapha) a legyek rendszerében ma már nem vagy csak ritkán használt kategória, amely annak ellenére, hogy nem használt, megfeleltethető a korszerű légyrendszerben használt valódilégy-alakúak alrendágának (Muscomorpha). Korábban is azokat a családokat sorolták ide, amelyeket ma is. 

## Jellemzőik
A valódilégy-alakúak lábfején mindig két tapadókorongot találunk. Csápjuk három ízből épül fel, melynek végén hosszú serte (arista) található. Az imágók fején ív alakú barázda, ún. ívvarrat található, amelyet a csápok töve felé hold alakú duzzanat, az ún. homlokpárna (lunula) határol. Az ívvarrat eredetileg, vagyis a lárvakorban rés volt (homlokrés). Ezen át a fejből hártyás hólyag nyomult ki. Ennek a nyomására a bábbőr kör alakban reped fel a csúcsnál. A kibúvás után a homlokhólyag visszahúzódik, a rés pedig bezárul.

## Lásd még
- Valódilégy-alakúak
- Egyenes bábrésű legyek